# Robert Darwin
Robert Waring Darwin, F.R.S. (30 de maig de 1766 – 13 de novembre de 1848) va ser un metge anglès, actualment és més conegut per haver estat el pare del naturalista Charles Darwin. Robert Darwin era membre de la influent família Darwin-Wedgwood .

## Biografia
Robert Darwin nasqué a Lichfield, sent fill d'Erasmus Darwin i de la seva primera esposa Mary Howard.
El 1783 Robert Darwin inicià els estudis de medicina a la Universitat d'Edinburgh, on va tenir com a professor de química a Joseph Black. El seu pare l'envià a estudiar a la Universitat de Leiden i allà es doctorà en medicina el 1785.
Robert Darwin proporcionà la primera evidència empírica del moviment menor dels ulls que encara fan les persones quan fixen la mirada.

## Família
El 18 d'abril de 1796 es va casar amb Susannah Wedgwood, filla del ceramista Josiah Wedgwood, a St Marylebone, Middlesex i van tenir sis fills:
- Marianne Darwin (1798–1858), casada amb Henry Parker (1788–1858) el 1824.
- Caroline Sarah Darwin (1800–1888) casada amb el seu cosí Josiah Wedgwood III
- Susan Elizabeth Darwin (1803–1866), sense casar.
- Erasmus Alvey Darwin (1804–1881)
- Charles Robert Darwin (1809–1882)
- Emily Catherine Darwin (1810–1866), casada el 1863 amb Charles Langton clergue i vidu de la seva cosina Charlotte Wedgwood.